# Corryocactus ayacuchoensis
Corryocactus ayacuchoensis är en kaktusväxtart som beskrevs av Werner Rauh och Curt Backeberg. Corryocactus ayacuchoensis ingår i släktet Corryocactus, och familjen kaktusväxter. Inga underarter finns listade i Catalogue of Life.